# Jahlil Beats
Jahlil Beats, pseudonimo di Orlando Tucker (Chester, 8 febbraio 1988), è un produttore discografico e beatmaker statunitense.
Fa parte della Roc Nation di Jay-Z.

## Biografia
A 12 anni ha iniziato ad appassionarsi al mondo delle produzioni discografiche e ha iniziato la sua carriera pubblicando il suo primo mixtape Crack Music e nel frattempo ha iniziato a collaborare con Meek Mill. Nel 2011 ha prodotto Ima boss di Meek Mill che ha avuto successo negli Stati Uniti e nello stesso anno ha prodotto per artisti come J. Cole, Rihanna, 50 Cent, Nelly, Busta Rhymes, French Montana, Big Sean, T.I., Jim Jones ed altri per i loro rispettivi album.
Nel 2012 ha pubblicato un EP di 6 tracce e ha pubblicato due instrumental mixtape, Legends Era e Crack Music 6.
Nel 2013 ha pubblicato Legends Era 2 e per le parti vocali ci sono stati Lil Wayne, Meek Mill, The Game, Styles P, Big Sean e a dicembre 2013 ha pubblicato Legenda Era 3 con le partecipazioni di Wiz Khalifa, ASAP Rocky, Future, The Game, Meek Mill, French Montana, Logic, Tyga e molti altri.
Nel 2014 ha pubblicato il mixtape Crack Music 7 e lo stesso anno ha prodotto la hit internazionale Hot Nigga di Bobby Shmurda.

## Discografia
Extended plays
- Legend Music (2012)
- The Blessing (2015)

Mixtape
- Crack Music 1 (2008)
- On My Grind (2009)
- Crack Music 2 (2009)[1]
- Crack Music 3 (2010)
- Still On My Grind (2011)[2]
- Crack Music 4 (2011)[3]
- Crack Music 5 (2011)[4]
- Legend Season (2012)[5]
- Legend Era (2012)
- Crack Music 6 (2012)
- Legend Era II (2013)
- Genius (2013)
- Legend Era III (2013)
- 808 God (2014)
- Crack Music 7 (2014)
- God's Plan (2015) (with CRMC)
- New Levels, New Devils (2016)[6] (with CRMC)
- Fr33 Spirits (2017)